# 19 Dutch
19 Dutch Street alternativt 118 Fulton Street, kallas 19 Dutch, är en skyskrapa som ligger på Manhattan i New York, New York i USA.
Byggnaden uppfördes mellan 2015 och 2018 som en fastighet för bostäder. Den är 231 meter hög och har 63 våningar.